# Stryjno Pierwsze
Stryjno Pierwsze [pronunciación en polaco: /ˈstrɨi̯nɔ ˈpjɛrfʂɛ/] es un pueblo en el distrito administrativo de Gmina Rybczewice, dentro del Distrito de Świdnik, Voivodato de Lublin, en Polonia oriental. Se encuentra aproximadamente 5 kilómetros al norte de Rybczewice, 19 kilómetros al sudeste de Świdnik, y 28 kilómetros al sudeste de la capital regional, Lublin.
El pueblo tiene una población de 320 habitantes.